# Centaurea mannagettae
Centaurea mannagettae — вид квіткових рослин айстрових (Asteraceae). Ареал: Сербія, Косово, Болгарія.
Видовий епітет mannagettae вшановує Джованні Манагетту, італійського ботаніка, який зробив значний внесок у вивчення цього роду.

## Середовище
Населяє вапняні, кам'янисті та чагарникові місця.

## Біоморфологічна характеристика
Трав'яниста багаторічна рослина. Стебло висотою 20–50 см. Листки непарноперисто складні; придатки обвивних філяріїв вузькотрикутні, іржаво-бурі, війчасті, з коротким шипом на вершині або без нього; крило плоду довше самого плоду. Період цвітіння: червень — серпень.